# Фторид рения(IV)
Фторид рения(IV) — неорганическое соединение, соль металла рения и плавиковой кислоты с формулой ReF4, 
синие кристаллы, 
реагирует с водой, 
разъедает стекло.

## Получение
- Восстановление фторида рения(VI) водородом, рением или диоксидом серы:

{\displaystyle {\mathsf {ReF_{6}+H_{2}\ {\xrightarrow {200^{o}C}}\ ReF_{4}+2HF}}}
{\displaystyle {\mathsf {2ReF_{6}+Re\ {\xrightarrow {500^{o}C}}\ 3ReF_{4}}}}
{\displaystyle {\mathsf {ReF_{6}+SO_{2}\ {\xrightarrow {400^{o}C}}\ ReF_{4}+SO_{2}F_{2}}}}

## Физические свойства
Фторид рения(IV) — синие кристаллы
тетрагональной сингонии,
параметры ячейки a = 1,012 нм, c = 1,595 нм.
Реагирует с водой, при нагревании разъедает стекло.

## Химические свойства
- Реагирует с водой:

{\displaystyle {\mathsf {ReF_{4}+2H_{2}O\ {\xrightarrow {}}\ ReO_{2}+4HF}}}
- С фторидами щелочных металлов образует фторокомплексы:

{\displaystyle {\mathsf {ReF_{4}+2KF\ {\xrightarrow {}}\ K_{2}[ReF_{6}]}}}